# Hyptis dumetorum
Hyptis dumetorum là một loài thực vật có hoa trong họ Hoa môi. Loài này được Morong mô tả khoa học đầu tiên năm 1893.